# Gaspard de Prony
Gaspard Clair François Marie Riche de Prony, (Chamelet, Rhône, 22. srpnja 1755. — Asnières-sur-Seine, 29. srpnja 1839.), bio je francuski barun i inženjer. 
Prony je upravljao poreznim sustavom 1791., profesor mehanike postaje 1794. godine na institutu École polytechnique, a od 1798. do svoje smrti bio je direktor École nationale des ponts et chaussées. Član skupine od pet akademija (Institut de France) postaje 1793. a za važne zasluge nagrađen je nazivom baruna 1828. a perstvom je nagrađen 1835. godine.
Među Pronyjevim radovima može se spomenuti regulacija protoka rijeke Po, i poboljšanje luka u gradovima Genovi, Anconi i Veneciji. Pokušao je isušiti Pontijsku močvaru, napraviti preventivnu zaštitu izlijeva rijeke Rhône. Kao mehaničar poznat je po izumu Pronijeve kočnice. Svirao je harpu.
Njegovo ime nalazi se na popisu 72 znanstvenika ugraviranih na Eifellovom tornju.